# Macadamia

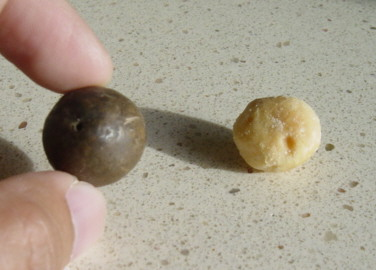
Nuca macadamia cu coajă și miezul

Arborii macadamia, cu frunzișul lor veșnic verde, înveșmântează coastele estice, subtropicale din Australia. Totuși, doar două dintre cele nouă specii produc fructe comestibile. Ocrotite de un înveliș verde fibros, nucile macadamia sunt sferice, de mărimea unei biluțe și au o coajă maronie în interiorul căreia se află miezul alb-crem. Coaja dură este greu de spart. Pulberea obținută din cojile zdrobite este atât de dură, încât poate fi folosită ca material abraziv industrial.

## Scurt istoric
La începutul secolului al XIX, Cunningham și Leichhardt au fost primii exploratori care au cules nuci macadamia, însă exemplarele au fost pur și simplu puse la păstrare, nefiind examinate. Câțiva ani mai târziu, asistentul botanistului Walter Hill a mâncat niște nuci provenite de la un arbore descoperit de curând în pădurile subtropicale din sud-estul statului Queensland (Australia). Se zvonea că nucile ar fi otrăvitoare. Băiatul însă nici nu s-a îmbolnăvit, nici nu s-a prăpădit după ce a mâncat. Dimpotrivă, le-a găsit de-a dreptul delicioase. Ca urmare, Hill s-a încumetat sa guste și el o nucă și a fost întru totul de acord. 
N-a trecut mult și botaniști din întreaga lume au primit răsaduri ale acestui arbore.
În 1857, un coleg al lui Walter Hill , botanistul Ferdinand von Mueller din Melbourne, a numit acest gen de arbori Macadamia, după bunul său prieten dr. John Macadam.

## Cultivarea
Aborigenii crăpau nucile cu piatra. John Waldron, unul dintre primii oameni care au înființat livezi de macadamia, a trecut la ciocan și nicovală. De fapt, pe parcursul unei perioade de peste 50 de ani, el a spart circa opt milioane de nuci cu aceste unelte simple, deoarece primele mașinării inventate n-au fost foarte eficiente, căci zdrobeau și sâmburele. Cu timpul, însă, s-au construit mașini mai performante.
O altă problemă întâmpinată a fost legată de înmulțirea arborilor macadamia. Odată sădite, nucile de soi bun produceau adesea arbori de slabă calitate. Nici prin altoire nu s-au obținut rezultate deosebite. Din cauza acestor obstacole, cultivarea arborilor  în scop comercial a stagnat, cel puțin până la intervenția hawaiienilor, care au adus inovații uluitoare în tehnicile de cultivare. Drept urmare, în scurt timp ei au reușit să dețină 90% din producția mondială de nuci macadamia. Până la urmă, aceste nuci au ajuns să fie numite nuci hawaiiene.
În anii ’60 ai secolului trecut, cultivatorii australieni au început să privească cu seriozitate cultivarea în scop comercial a arborilor macadamia, aplicând tehnicile învățate în Hawaii. Industria locală a înflorit atât de mult, încât în prezent Australia deține circa 50% din producția mondială de nuci macadamia. Arborii se cultivă și în Africa, America Centrală și Asia.

## Utilitate
În afara aromei pline, untoase, conținutul de ulei al nucilor macadamia – în mare parte ulei mononesaturat, adică grăsimi sănătoase – depășește adesea 72%. De fapt, dintre toate nucile bogate în ulei, nuca macadamia conține cea mai mare cantitate de ulei.
Potrivit unor studii recente, consumul moderat  de nuci macadamia reduce nivelul colesterolului LDL (colesterol dăunător) și al trigliceridelor, contribuind totodată la combaterea hipertensiunii.
Nucile macadamia sunt deosebit de apreciate în bomboane de ciocolată, în fursecuri sau în înghețată. Unii le preferă prăjite și sărate, alții, crude.
”Datorită aromei unice și delicate, frăgezimii și culorii ei ca a untului, nuca macadamia e considerată una dintre cele mai fine nuci. Nu este de mirare că ea reprezintă produsul agricol australian de cel mai mare succes.” <references/Revista Chronica Horticulturae>

## Energie electrică din coji de macadamia
Cojile nucilor macadamia, de duritatea pietrei, au o valoare calorică aproape egală cu cea a lignitului. De aceea, o societate energetică australiană le folosește la generarea de curent electric nu doar pentru uzina în sine, ci și pentru rețeaua electrică locală. Acesta este primul proiect australian de transformare a deșeurilor în energie. Se preconizează că productivitatea uzinei va crește pe măsură ce tot mai mulți cultivatori vor furniza „combustibilul” necesar.